# Poi (malabarismo)
El Poi, Poise, o en algunos lugares de habla hispana conocido como malabar carioca, es tanto un estilo de malabarismo como también lo es el equipo utilizado para la práctica del mismo. Como actividad física dentro de las artes escénicas, el malabar poi implica el balanceo de pesos atados a través de una variedad de patrones rítmicos y geométricos. Los artistas de poi también pueden cantar o bailar mientras balancean sus poi. Los poi se pueden hacer de diferentes materiales con diferentes mangos, pesos y efectos (como el uso de luces o pirotecnia).
El malabar poi se originó en la comunidad maorí de Nueva Zelanda, donde todavía se practica hoy en día. Su nombre literalmente significa "pelota atada a un cordón". El malabar poi también ha ganado muchos seguidores en muchos otros países. La expansión de la cultura de malabar poi ha dado lugar a una importante evolución de los estilos practicados, las herramientas utilizadas y la definición misma del término[cita requerida].

## Qué son
Los poi son un juego malabar o utensilio malabar consistente en una pelota unida a un hilo. El juego consiste en hacerlas girar de diferentes maneras para conseguir diferentes efectos visuales los cuales son muy agradables de ver. Existen variedades de poi, están los poi de tela que están hechas de hilo y bolsas rellenas de arena, y también los poi de fuego que están compuestos de cadenas y a los extremos bolas recubiertas de un material inflamable, una mecha de kevlar, empapada de un combustible inflamable (pyrofluid, Parafina, etc)

## Poi moderno
Los poi modernos y los poi tradicionales maorí gozan de un público amplio en todo el mundo.
Los poi tradicionales maoríes se realizan generalmente en la coreografía de grupo en eventos culturales, con el acompañamiento vocal y musical. Por el contrario, el poi moderno es generalmente realizado por los individuos, sin canto y con coreografía menos estructurada. Las herramientas y los estilos usados son más variados. Muchas personas se encuentran por primera vez el poi en forma de hilado de fuego, pero es solo una variedad entre las formas de este arte.
Los poi modernos toman prestado mucho de otras prácticas físicas, incluyendo varias escuelas de danza y mucha manipulación de otros objetos. Poi se practica en todo el mundo y a menudo se pueden ver en grandes festivales como el Burning Man, Convención Europea de Malabaristas, y la danza del fuego que es una exposición que se celebra anualmente en los EE. UU. la Semana Nacional de Danza en San Francisco.
A diferencia de muchas artes y disciplinas físicas, el aprendizaje del poi no suele incluir la educación formal. La mayoría de los practicantes aprenden unos de otros o son autodidactas utilizando DVD o recursos en línea. Un fuerte sentido de comunidad y de autoaprendizaje son elementos clave del poi moderno.
Internet ha impulsado directamente la popularidad del poi moderno ayudando a la gente de todo el mundo a descubrir lo que es poi y aprender unos de otros.

## Práctica del poi
Los principiantes aprenden mediante un simple par de poi de práctica, que generalmente se construyen con materiales blandos, como calcetines o medias que se ponderan con objetos caseros suaves tales como bolsas de frijoles, pelotas de malabares, globos llenos de legumbres, o pequeños juguetes. Los poi simples también puede ser construidos a partir de pelotas de tenis, cuerdas sencillas u otros materiales más comunes.
Los tipos de prácticas más avanzadas poi pueden incluir giros o hasta acrobacias.

## Estética del poi
Algunos practicantes suelen utilizar poi con colores brillantes y contrastantes para mejorar la estética y hacer hincapié en los patrones. Algunos poi también incorporan colas o serpentinas para el efecto visual.[cita requerida]

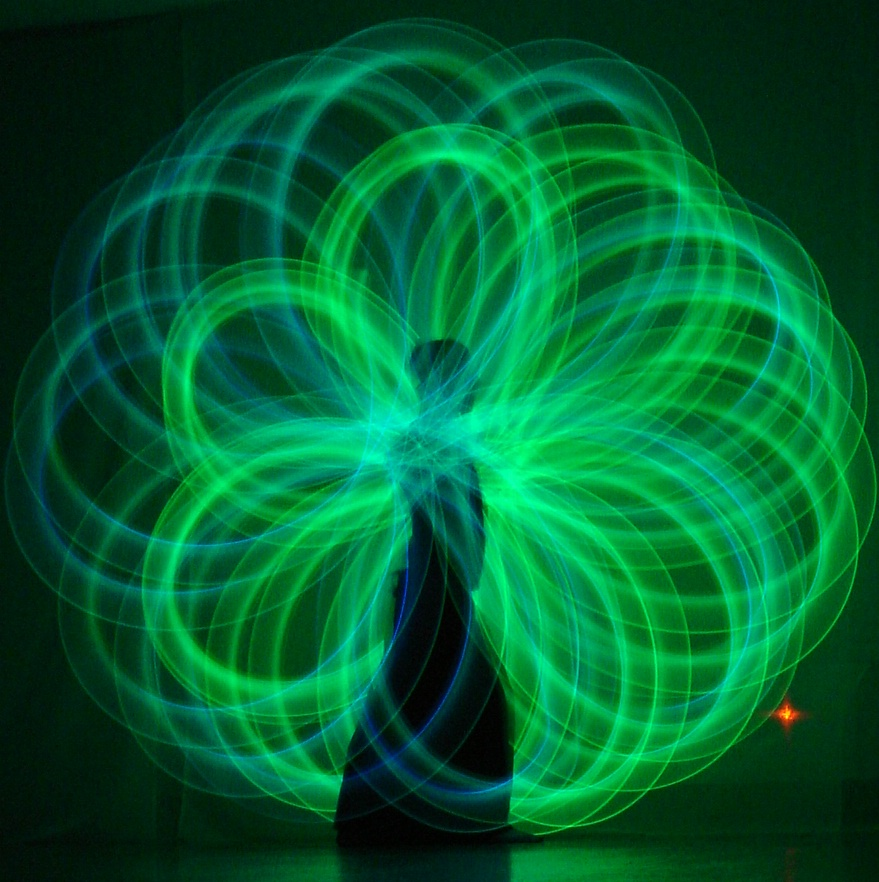
Poi con luces

## Poi resplandecientes
El poi puede llevarse a cabo en la oscuridad para efectos dramáticos cuando poi que contienen una fuente de luz. Por ejemplo, luces LED, luces fosforescentes, ya que también puede ser un espectáculo muy popular en fiestas y raves.[cita requerida]

## Meteoro
Similar al poi, existe un arma de origen chino llamada Liu xing chui, más conocido como el "martillo meteoro", y es propia de algunas artes marciales chinas. El meteoro se construye a menudo similar a los poi, o en realidad se puede hacer usando poi ya que el principio de movimiento es el mismo.

## Poi de fuego
El poi de fuego usa mechas para los extremos ponderados (a menudo usando kevlar). Las mechas quedan impregnadas de combustible, para ser encendidas y dar un efecto dramático.[cita requerida]
Los primeros espectáculos de poi de fuego conocidos formaban parte de rituales en Hawái. La primera aparición pública de estos rituales comenzó alrededor de 1959, y se convirtió en una atracción turística en la década de 1960.[cita requerida]

### Utilización

#### Material de encendido
El líquido más recomendado para encender los poi es la parafina, aunque en algunas tiendas también podemos encontrar "agua de encendido" que es mejor que la parafina pero aumenta considerablemente su precio. Es muy poco recomendable la utilización de gasolina o cualquier otro combustible porque es extremadamente peligroso. La parafina es el combustible menos inflamable, y además tiene la cualidad de que apenas desprende mal olor cuando se quema. Un bote de parafina de un litro puede costar sobre los 4€ o 5€.

#### Proceso de encendido
El proceso de encendido es bien simple. Hace falta un recipiente para meter la parafina y sumergir los poi por completo en él. Se meten, se dejan unos pocos segundos, y se sacan. Después hay que dejar que escurra el líquido sobrante, porque si se encienden sobre la marcha, al empezar a bailarlas pueden salir volando gotas de parafina encendidas. Hay que tener bastante cuidado de no mancharse la ropa con parafina, ni las manos, para mayor seguridad. Una vez mojadas, hay que prenderles fuego, es conveniente que las encienda otra persona. La persona que vaya a bailarlas, debe sujetarlas con los brazos estirados delante o a los lados, alejadas del cuerpo, y que la otra persona las encienda. El proceso de encendido no es instantáneo, sino que hay que esperar un rato.

#### Proceso para apagarlas
Para apagarlas nos podemos encontrar con tres opciones: darles vueltas muy rápido durante unos segundos; poner sobre el suelo un paño mojado, extendido y colocar encima del centro del paño los extremos ponderados , para que otra persona pueda envolver el pañuelo para que los poi se apaguen; o enrollar las cadenas en las muñecas y con los pulmones llenos de aire soplarles con fuerza de abajo hacia arriba soltando el aire de una sola vez.

### Cuándo encenderlas
Esto no es tan peligroso como puede parecer a simple vista. Si se tienen los poi encendidos, y hay contacto con ellos, no implica que se vaya a encender la ropa instantáneamente, sino que como mucho se puede quedar una mancha negra del roce. Lo que más peligro corre es el cabello, el cual se enciende más fácilmente. Como precaución hay que recogérselo, de manera que no quede fuera de control y se pueda quemar imprevisiblemente.

### Manejo de los poi
Evidentemente para iniciarse es mejor empezar con los poi de tela, y cuando se dominan, pasar a los de fuego. Otra opción es bailar los poi de fuego apagados para controlar el peso, ya que, a diferencia de los de tela, los primeros pesan más y tienen más potencia, por lo tanto son más rápidos.

### Medidas de precaución
- Que alrededor de donde se baile los poi no haya plantas, madera, tela, papeles, o cualquier cosa que pueda encenderse.
- Que el suelo sea "liso" para no resbalar o tropezarse con nada.
- El combustible: Utilizar parafina o agua de encendido. No utilizar otros combustibles explosivos como gasolina ya que son altamente peligrosos, y más tóxicos.
- La indumentaria: Llevar el cabello recogido. No llevar ropa holgada, faldas largas, cosas con flecos, suéteres o similares. Es importante que la ropa esté "bajo control".
- Otros: Tener a mano un paño o una toalla no muy grande mojada, para que en caso de incendio alguien lo ponga encima del practicante. Antes de empezar a bailar los poi, hay que dejar que gotee la parafina para que las gotas que puedan salir volando prendidas no quemen al practicante o quemen a otra persona. Cuando se enciendan los poi, hay tres cosas que no deben estar muy cerca: personas, el bote de parafina y el vaso que se ha utilizado para encenderlas.